# Skönheten och odjuret (saga)

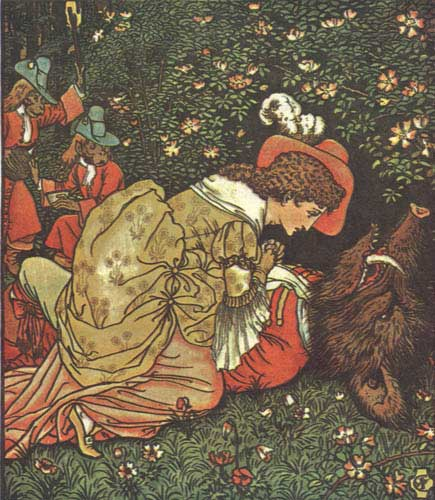
Skönheten och odjuret av Crane Walter 1874

Skönheten och Odjuret är en fransk saga från 1700-talet. Den första kända versionen av berättelsen, som publicerades i La jeune américaine et les Contes Marins år 1740, skrevs av Gabrielle-Suzanne Barbot de Villeneuve. Den mest kända skrivna versionen av berättelsen är en förkortning av hennes verk, skriven av Jeanne-Marie Leprince de Beaumont år 1756.

## Handling
Skönhetens far hamnar i en storm och söker skydd i Odjurets slott. Inuti slottet finner han ett stort bord dukat med mat och en lapp där det står: ät. Efter att ha lovat Skönheten att plocka med en ros från sin resa tar han en från den vackra rosträdgården utanför. Då kommer Odjuret fram. Han berättar att fadern måste dö för att ha utnyttjat hans gästfrihet så. Fadern ber att få träffa sina döttrar igen. Odjuret säger att om en av hans döttrar tar hans plats, så får han leva. Skönheten reser till slottet, övertygad om att Odjuret kommer att döda henne, men istället så får hon bo i hans slott och Odjuret friar till henne. Hon säger att hon kan bli hans vän och att hon kommer att stanna i slottet för evigt, men hon ber att få träffa sin familj i en vecka för att säga adjö till dem. Hennes systrar, avundsjuka när de ser att Skönheten mår bra och är klädd i vackra kläder, övertalar Skönheten att stanna längre. De använder till och med lök för att få sina ögon att tåras. Försenad återvänder hon till slottet där hon hittar Odjuret döende i rosenträdgården, döende av sitt krossade hjärta. Hon ber honom att leva så hon kan bli hans hustru och då förvandlas Odjuret till en stilig prins. Han berättar att en fe förvandlade honom till ett odjur för länge sedan för att han vägrade släppa in henne i värmen. Förtrollningen skulle bara brytas om han kunde bli älskad, och även älska tillbaka, sitt utseende till trots.

## Adaptioner
Berättelsen har filmatiserats ett antal gånger. 1946 gjorde Jean Cocteau filmen Flickan och odjuret. 1962 producerades den amerikanska långfilmen Skönheten och odjuret, 1976 gjordes en TV-film med George C. Scott i rollen som Odjuret och 1983 producerades en dansk filmversion. Mellan åren 1987-1990 visades TV-serien Skönheten och odjuret i en modern version som utspelas i New York. 1991 producerade Walt Disney Pictures en animerad långfilm. Den blev en av Disneys mest hyllade någonsin och nominerades, mycket uppseendeväckande för en tecknad film, till Oscar för bästa film, och anses ha inlett en ny guldålder av Disneyfilmer under 1990-talet. Sagan har också förekommit som musikal baserad på Disneys långfilm. 
1992 gjordes en till tecknad film om Skönheten och Odjuret av Timothy Forder. 2012 visades en ny TV-serie, Beauty & the Beast, inspirerad av TV-serien från 1987. 2017 producerade Walt Disney Pictures Skönheten och odjuret, en omgjord live-actionversion av företagets egen tecknade långfilm.